# Google Workspace
Google Workspace（グーグル・ワークスペース）は、Googleが提供しているクラウドコンピューティング生産性向上グループウェアツール、およびソフトウェアのスイートである。旧称はGoogle Apps for Business（グーグル・アップス・フォー・ビジネス）、G Suite（ジー・スイート）。Google Workspaceには、Gmail、Google ドライブ、Google カレンダー、Google ドキュメント、Google スプレッドシート、Google スライドなどの一般的によく使用されているGoogleのウェブアプリケーションが含まれている。
組織向けの有償プランの場合、独自ドメイン (@yourcompany.com) を使用したカスタムメールアドレス、30GB以上の文書/電子メール用オンラインストレージ、チャットや電話や電子メールによるサポート（日本は9時～17時）などが追加されている。
クラウドコンピューティングソリューションとしては、従来のオフィス生産性向上ツールのような社内設置サーバではなく、Googleのセキュアなデータセンターネットワークに顧客情報を格納するという方法を取っている。
Googleによると、2014年時点で世界で500万社を超える企業がG Suite（当時）を使用しており、この中にはフォーチュン500企業の60パーセントが含まれるという。

## 沿革
- 2006年2月10日 - Googleが、サンノゼ・シティ・カレッジでGmail for Your Domainのテストを開始。このドメインは、SJCCドメインアドレスとアカウント管理ツールを使用するGmailアカウントをホスティングしていた[7]。
- 2006年8月28日 - Googleが、組織向けアプリケーションセットであるGoogle Apps for Your Domainの提供を開始。ベータ版として無償で提供されたこの製品には、Gmail、Google トーク、Googleカレンダー、および後にGoogle サイトと改名されたGoogle Page Creatorが含まれていた。Google副社長兼企業部門部長であったデイブ・ジロードは、この製品を使用することにより企業顧客が得られるメリットを、「高品質な電子メール、メッセージ送信などのウェブベースサービスの提供をGoogleを使用して一元管理することにより、企業は、ユーザーのニーズの特定やその他の日常業務に専念することができる」と説明していた[8]。
- 2006年10月10日 - 教育機関向けエディション、Google Apps for Educationが発表される[9]。
- 2007年2月22日 - GoogleがGoogle Apps Premier Editionを発表。この製品と無償版との相違点は、容量の増加（アカウント当たり10GB）、ビジネス統合用のAPI、および99.9%の稼働率を保証するサービスレベル契約であった。価格は、年間、ユーザーアカウント当たり50ドルであった。Googleによると、Google Apps Premier Editionを早期に導入した企業には、プロクター・アンド・ギャンブル、San Francisco Bay Pediatrics、セールスフォース・ドットコム（現・セールスフォース）などが挙げられる[10]。
- 2007年6月25日 - IMAPサーバから既存のメールデータを移行できるメール移行などの機能がGoogle Appsに追加される[11]。ZDNetの記事によると、広く使用されていたMicrosoft Exchange ServerやLotus Notesから移行できるツールの提供をGoogle Appsで開始したことにより、Googleは、マイクロソフトやIBMに対抗する選択肢としての位置を確立した[12]。
- 2007年10月3日 - Postiniを買収した1カ月後、Googleは、この新規事業が提供する電子メールセキュリティおよびコンプライアンスオプションを、Google Apps Premier Editionに追加したと発表。これにより、スパムおよびウイルスフィルタリングの詳細設定、アイテム保持ポリシーの実装、削除されたメッセージの復元、すべての電子メールに対するアクセス権を管理者に付与することなどが可能になった[13]。
- 2008年2月26日 - Googleは、イントラネットやチームウェブサイトを簡単に構築できるGoogle Appsの新ツール、Google サイトを発表した[14]。
- 2010年6月9日 - Googleは、OutlookとGoogle Appsの間で電子メール、カレンダー、アドレス帳データを同期できるプラグイン、Google Apps Sync for Microsoft Outlookの提供を開始[15]。
- 2010年7月7日 - Googleは、Google Appsに含まれるGmail、Googleカレンダー、Google ドキュメント、Google トークの各サービスがベータ版から正式版になったことを発表[16]。
- 2010年3月9日 - Googleが、Google Appsと統合されたサードパーティビジネスアプリケーション用のオンラインストアであり、ユーザーおよびソフトウェアによるクラウド上での取引を簡易化するGoogle Apps Marketplaceを立ち上げた。参加ベンダーには、イントゥイット、アピリオ、およびアトラシアンなどが挙げられる[17]。
- 2010年7月26日 - Googleは、公共部門固有のポリシーおよびセキュリティ要件に対応するために作られたGoogle Appsエディションである、Google Apps for Governmentを発表。また、Google Appsが、クラウドアプリケーションスイートとして初めて連邦情報セキュリティマネジメント法（FISMA）の認可を受けたと発表[18]。
- 2011年4月26日 - Google Appsの提供開始以来5年近く経って、Googleは、10ユーザーを超える組織への無償版Google Appsの提供を中止することを発表。10ユーザーを超える組織は、有料版のGoogle Apps for Businessに登録することが必要になった。柔軟な料金プランも提供され、契約上の保証なしでユーザー当たり月5ドルというオプション紹介[19]。
- 2012年3月28日 - Googleは、Google Apps for Business顧客向けのオプションとして、eDiscovery（電子情報開示）およびアーカイブサービス、Google Apps Vaultを開始[20]。
- 2012年4月24日 - Googleは、ファイルの保存および共有のためのGoogle ドライブの提供を開始。Google Apps for Businessユーザー当たり5GBのストレージ容量が提供され、オプションとしてストレージを追加購入可能である[21]。これにより、Googleがクラウドストレージ市場に参入し、DropboxおよびBox[22]などとの競合に加わったとみなされた。
- 2012年12月6日 - Googleは、新規顧客への無償版Google Appsの提供を中止することを発表[23]。
- 2014年5月13日 - Google Appsユーザーに提供するドライブのストレージ容量が増量された。Gmailの25GBとドライブの5GBが統合されて、ユーザー当たりのストレージが合計30GBに増量され、GmailおよびGoogle ドライブを含めすべてのGoogle Apps製品にわたって使用できるようになった[24]。
- 2014年3月10日 - 参加ユーザーが紹介した相手が新たにGoogle Apps利用者として登録した場合、15ドルの紹介料を支払うGoogle Apps Referral Programが開始された[25]。
- 2014年6月25日 - ユーザー当たり月額1200円で無制限のファイルストレージ、詳細な監査レポート、新しいセキュリティコントロールを使用できる新しいGoogle Drive for Workを発表[26]。
- 2014年9月2日 - Googleの企業向け製品部門、Google Enterpriseの名称をGoogle for Workに正式変更。Google会長、エリック・シュミットは、「私たちが元々目指していたものは、従来の『エンタープライズ』ビジネスではなく、まったく新しい業務方法を構築することだった。この目標にふさわしい名称がやっと付いたのだ」と説明していた。この大きな変更を反映して、Google Apps for BusinessはGoogle Apps for Workと改名された[27]。
- 2014年11月14日 - 無償版Google Appsのセカンダリドメインのサポートを中止。無償版のGoogle Appsでは、ドメインエイリアスのみがサポート対象となった[28]。
- 2018年9月19日 - 日本最大のユーザーとしてファーストリテイリングCEOの柳井正がG Suiteの使用開始をGoogle Cloud Next Tokyo 2018で公表した。
- 2019年4月1日 - G Suite は米国での価格をBasicを$6、Businessを$12に価格改定を行った。
- 2020年10月6日 - G SuiteをGoogle Workspaceへとリブランディングし、機能強化とプランの拡充を行うことを発表した。
- 2021年6月14日 - G Suite for EducationからGoogle Workspace for Educationへの名称変更を行い、それに伴いGoogle アカウントを持つのすべてのユーザーが使用できるようになった[29][注釈 1]。また、新たなサブスプリクションで個人事業主や小規模事業者向けのGoogle Workspace Individual[注釈 2]を発表。同サブスクリプションは、2021年6月14日時点では日本のほか、米国、カナダ、メキシコ、オーストラリア、ブラジルの 6 か国で利用できるようになる予定[30]。
- 2022年2月4日 - 個人事業主や小規模事業者向けとして1チーム25人まで（後に100人に変更。100人超は複数チームを立てれば利用可能）の新たな無料サービスのGoogle Workspace Essentials Starter Edition[31]を発表[32][33][注釈 3]。
- 2025年1月16日 - Google Workspace IndividualとGoogle One プレミアムとGoogle Workspace for Education以外の全ての有償プランでGeminiのプレミアム機能が利用可能になった。[34]
- 2025年2月20日 - Gemini Deep Researchなどが有償プランで利用可能になった。教育機関でもGeminiのプレミアム機能が利用可能になった。[35]

## プラン
プランは以下のものがあり、それぞれ提供される機能や容量が異なる。
- 個人向け
  - プレミアム機能以外は無償で利用可能。個人向けはカスタムメールアドレスが利用できない。
  - Google Workspace Individual - 月額1,130円、年額11,330円。ストレージは1TB。[38]
  - Google One プレミアム - 月額1,300円、年額13,000円。ストレージは2TB。Google Oneのストレージ2TB以上のプランはGoogle Workspace Individualの上位プランとなっている。[39]
  - Google One AIプレミアム - 月額2,900円。ストレージは2TB。Gemini関連のプレミアム機能が利用可能。
- 300人以下の組織向け[40]
  - カスタムメールアドレスなし
    - Essentials Starter - 無償。ストレージは1人あたり15GB。[41]

  - カスタムメールアドレスあり
    - Business Starter - 月額950円/人、年額9,600円/人。ストレージが30GB×契約人数。
    - Business Standard - 月額1,900円/人、年額19,200円/人。ストレージが2TB×契約人数。
    - Business Plus - 月額3,000円/人、年額30,000円/人。ストレージが5TB×契約人数。
- 300人超の組織向け[42]
  - カスタムメールアドレスなし
    - Enterprise Essentials - ストレージが1TB×契約人数。
    - Enterprise Essentials Plus - ストレージが5TB×契約人数。

  - カスタムメールアドレスあり
    - Enterprise Standard - ストレージが5TB×契約人数。
    - Enterprise Plus - ストレージが5TB×契約人数。
- 教育機関向け（Google Workspace for Education）[43][44]
  - Education Fundamentals - 無償。ストレージは全体で100TB。
  - Education Standard - 生徒1人あたり年額360円。
  - Teaching and Learning Upgrade - 教職員1人あたり月額576円、年額5,760円。
  - Education Plus - 生徒1人あたり年額600円。
- 非営利団体向け[45]
  - 2,000人以下の組織向け
    - Google Workspace for Nonprofits - 無償。ストレージは全体で100TB。
    - Business Standard - 月額475円/人、年額4,800円/人。ストレージが2TB×契約人数。
    - Business Plus - 月額840円/人、年額8,400円/人。ストレージが5TB×契約人数。

  - 2,000人超の組織向け
    - Enterprise Standard
    - Enterprise Plus

有償プランのGoogle Workspaceのプレミアム機能としては以下のものがある。
- Google カレンダーのプレミアム機能 - 予約関連の機能
- Google Meetのプレミアム機能 - 24時間の会議、背景雑音の除去、会議の録画、Google Meetの会議内容のYouTube配信
- Geminiのプレミアム機能[47]（Google Workspace IndividualとGoogle One プレミアムは対象外）
  - Gemini Advanced
  - Gemini Deep Research
  - Google ドキュメント、Google スプレッドシート、Google スライド、Google ドライブなどの中でGeminiが利用可能[48]。
  - Google NotebookLM Plusのプレミアム機能[49]

## 製品
Google Workspace製品およびサービスは、以下のもので構成されている。
- Gmail
- Google ドライブ
- Google Meet
- Google カレンダー
- Google Chat
- Gemini
- Google ドキュメント
- Google スプレッドシート
- Google スライド
- Google Vids（英語: Google Vids）
- Google Keep
- Google サイト
- Google フォーム
- Google NotebookLM
- Google AppSheet（英語: AppSheet）
- Google Admin - 管理コンソール
- Google Endpoints
- Google Vault
- Google Work Insights
- Google ボイス

以下は、教育機関向け（Google Workspace for Education）。
- Google Classroom
- Google アサインメント

### Gmail
2004年4月1日に限定的に発表されたGmailは、今では世界で最も広く使用されているウェブメールサービスとなった。Gmailは、2007年にすべての消費者に公開された。Googleによると、2019年4月の時点で、10億人以上がGmailを使用している。
Gmailの消費者向け無償版は、ユーザーが送信する電子メールメッセージの内容に関連するテキスト広告によって運営されている。評価の高い特長としては、15GBの容量、電子メールのスレッド別表示、強力な検索機能、アプリケーションに似たインターフェイスが挙げられる。
無償版と類似しているものの、Google WorkspaceのGmailには、ビジネスユーザー向けの機能が多数追加されている。
これには、以下が挙げられる。
- 顧客のドメイン名が含まれたカスタムメールアドレス (@yourcompany.com)
- メンテナンスのための定期ダウンタイムがなく、99.9%の稼働率を保証[57]
- 30GB、またはGoogle ドライブと共有可能な無制限ストレージ（プランによって異なる）
- 広告が表示されない
- 24時間年中無休体制のカスタマーサポート
- メールやドライブ、カレンダーを横断した検索であるCloud Search機能

### Google ドライブ
Googleのファイルストレージおよび同期サービスは、このサービスの提供が初めて話題にのぼってから6年以上経った2012年4月24日にリリースされた。Googleの公式発表によると、Google ドライブは「すべてのものを作成、共有、共同作業、および保管できるスペース」である。
Google ドライブを使用することにより、クラウドにあらゆる種類のファイルをアップロードし、他のユーザーと共有でき、あらゆるコンピュータ、タブレットまたはスマートフォンからアクセスできる。ユーザーは、MacまたはPC用のデスクトップアプリケーションを使用して、コンピュータとクラウド間でファイルを簡単に同期できる。このアプリケーションは、コンピュータ上に特殊なフォルダを作成し、ドライブ、ウェブ、デバイス間でファイルを同期する。消費者版のGoogle ドライブには、Gmail、Google ドライブおよび Google+の写真機能　あるいは、Google Photos で共有できる15GBのストレージが含まれている。
Google Workspaceの一部として提供されているGoogle ドライブには、ビジネスユーザー向けの機能が追加されている。これには、以下が挙げられる。
- 30GB (Basic)、またはGmailと共有可能な無制限ストレージ (Business/Enterprise)
- 24時間年中無休体制のカスタマーサポート（全ライセンス共通）
- ファイル共有範囲の制限機能（ドメイン内、ホワイトリスト、時間制限閲覧権限許可機能など）
- 詳細な監査およびレポート設定[61]

### Google ドキュメント、スプレッドシート、スライド、フォーム
Google Workspaceには、テキスト文書または文書ファイル形式、スプレッドシート、プレゼンテーション、およびアンケートを作成できるオンラインエディタが含まれている。これらのツールは、2006年10月11日に、当初はGoogle ドキュメントおよびスプレッドシートとしてリリースされた。
Google ドキュメント、Google スプレッドシート、Google スライド、Google フォームは、任意のウェブブラウザ、またはインターネット機能を持つあらゆるモバイルデバイスから操作できる。ドキュメント、スプレッドシート、プレゼンテーション、およびアンケートを共有したり、またはこれらにコメントを付けたり、リアルタイムで共同編集できる。追加機能には、すべての変更を安全な場所で一元管理できる無制限の改訂履歴、インターネットに接続していなくても文書に作業できるオフラインアクセス機能などがある。
2014年6月25日、Googleは、Google ドキュメント、Google スプレッドシート、Google スライドでのMicrosoft Officeファイルの直接編集機能を発表した。マッシャブルの記事には、「Googleは、Officeファイルを編集する必要がある企業にとってより廉価なソリューションを提供するアプリケーションとして、Googleアプリケーションを位置づけていることは明らかである」と書かれており、同じ意見の記事も多い。
2019年5月、GoogleはMicrosoft Office形式の文書、表計算、プレゼンテーションのファイルを、Chromeの拡張機能なしで、ファイル変換なしでG Suite（当時）で開き編集できるようになったと発表した。

### Google サイト
2008年2月28日に発表されたGoogle サイトでは、HTMLやウェブデザインの知識がなくてもウェブページを作成、編集できる。すべてカスタマイズした、またはテンプレートを使用したサイトの構築、写真や動画などのコンテンツのアップロード、どのユーザーが各ページを表示、編集できるかを選択することによるアクセス権限の管理を行える。
Google サイトは、有料版のGoogle Appsスイートの一部として提供が開始されたが、まもなく消費者にも提供が開始された。ビジネス顧客は、Google サイトを、プロジェクトサイト、会社のイントラネット、公開サイトの構築に使用している。
2021年8月現在、旧バージョンのSiteから、新バージョンのSiteへ移行した。

### Google カレンダー
Gmailとの統合を想定して作られたGoogleのオンラインカレンダーサービスは、2006年4月13日に発表された。iCal標準を使用しているため、他のカレンダーアプリケーションとの連携が可能である。
Googleのオンラインカレンダーは、チームのために作られ、統合された、共有可能なオンラインカレンダーである。会社全体で共有できる特定のチームカレンダーを作成できる。特定のカレンダーやイベントを管理するためにカレンダーを他のユーザーに委託することもできる。さらに、会議室や共有リソースの空き状況を確認して、イベントに追加することもできる。
Googleカレンダーの便利な機能:
- チームメンバーや他のユーザーとカレンダーを共有して空き状況を確認できる
- チームメンバーのカレンダーを共通のビューに重ねて、全員が空いている時間を確認できる
- モバイルアプリケーションを使用したり、モバイルデバイスに内蔵されているカレンダーと同期させる
- インターネットにカレンダーを公開し、Google サイトに統合する
- Exchange、Outlook、またはiCal、.icsおよび.csvファイルから簡単に移行可能
- 共有の部屋や社用車、プロジェクターなどリソースを予約[72]
- Microsoft Outlookと比べて圧倒的に早い同僚の予定表示
- 所属するビルやフロア階、参加人数によって、会議室のおすすめを出す機能

### Google+ ハングアウト
2013年5月15日、GoogleがGoogle トーク、Google ボイスおよびGoogle+ ハングアウトサービスに代わる新しいテキスト、音声および動画チャットツールを発表。Google ハングアウトと呼ばれるこのツールでは、消費者版で最高10ユーザー、企業版で最高15ユーザーがコンピュータやモバイルデバイスから会話に参加できる。参加者は、画面をビュー、共有し、共同で作業できる。ハングアウト オンエアサービスを使用すると、生放送をGoogle+やYouTubeにストリーミング配信できる。
Google Apps for Workに含まれているバージョンのハングアウトでは最高15ユーザーが参加可能で、管理者は、同じドメインにいるユーザーのみに制限したり、外部参加者のアクセスを制限することを選択できる。
ハングアウトアプリケーションでは、Googleのクラウドにメッセージをオンライン保存し、ユーザーが履歴を残さないことを希望する場合は、履歴をオフにするオプションも提供されている。また、Google+統合では、Google+のプライベートおよび共有アルバムに相手ユーザーの写真を保存できる。
2014年6月30日、Googleは、Google+プロファイルを設定していないユーザーも含め、すべてのGoogle Apps顧客にハングアウトへのアクセスを提供すると発表した。Googleは、ブルージーンズネットワークおよびインターコールなどの他の動画チャットプロバイダーとの統合も開始した。また、Gmailやドライブなどの他のGoogle Apps for Work製品と同じサービス利用規約でハングアウトも提供することも発表された。また、Apps for Workの顧客には、ハングアウトに対し、24時間年中無休の電話サポート、99.9%の稼働率保証、ISO 27001およびSOC 2認定も提供される。
2014年12月19日、最も要望の多かったハングアウトの機能の提供を、Gmailで再開することがGoogle+で発表された。Appsの管理者は、ステータスメッセージを内部でのみ表示するよう設定できる。

### Google+
GoogleのソーシャルネットワーキングサービスであるGoogle+は、招待限定の現場試験版として2011年6月28日に発表された。これは、ソーシャルネットワーク企業最大手Facebookへの挑戦だとみなされた。それ以来、Google+はTwitterを抜いてFacebookに次ぐ世界で二番目に大きいソーシャルネットワークになったものの、顧客満足度の低さと紹介トラフィックを生み出していないことが批判されている。
2011年10月27日、大学、職場および自宅でGoogle Appsを使用するユーザーにGoogle+を提供することを発表した。
2012年8月29日には、Googleは、パイロットプログラムに参加した企業顧客からのフィードバックを受けて、Google+の機能を企業向けにカスタマイズしたと発表。この機能には、組織内でのプライベート共有、プロファイルや投稿記事の表示を制限する管理機能などが挙げられる。
2013年11月5日には、組織内のユーザーのみが参加できる制限付きコミュニティに、セキュリティレイヤーが追加された。管理者には、デフォルトで制限付きコミュニティを設定し、組織外のユーザーが参加できる条件を選択するオプションが与えられた。
ビジネスネットワークとしてのGoogle+に対しては、オンライン上での小規模企業の認知度の向上に貢献している、Google+のブランディングが不明瞭になった、さらには企業向けのソーシャルマーケティング戦略において重要な役割を果たしているという意見にいたるまで、賛否両論ある。多くのオンライン記事では、Google+で記事を投稿したり共有すると即時にGoogleのインデックスが付けられるため、Google+を使用することによりGoogleの検索結果ランキングで企業が上位に表示されるというメリットが強調されている。
2019年7月にGoogle+の個人向けサービスは終了したが、法人向けサービスは継続し、Currentsという名称の製品に置き換わる予定である。

### Google Vault
Google Workspaceの顧客限定のアーカイブおよびeDiscovery（電子情報開示）サービスであるVaultは、2012年3月28日に発表された。Vaultを使用すると、訴訟に関連のある電子メールメッセージを検索し保存することができる。また、継続性、コンプライアンス、規制を目的としたビジネスデータの管理にも使用できる。2014年6月25日現在、Vaultの顧客は、Google ドライブのファイルを検索、プレビュー、エクスポートすることもできる。
VaultはBusiness Plusに付属しており、ユーザー当たり月額2040円で提供されている。

## セキュリティ
Googleは、顧客データを所有していないと述べている。データは、Googleのデータセンターに保管されており、そこへのアクセスは一部の従業員と作業員に制限されている。Googleは他者とデータを共有しておらず、顧客に必要とされる期間のみデータを保管し、データはGoogle Workspaceから移行する際に顧客が移動できる。
Google Workspaceは、SSAE 16 / ISAE 3402 Type II、SOC 2-audit、ISO 27001認定、セーフハーバー・プライバシー原則（Safe Harbor Privacy Principles）準拠を含むエンタープライズ級のセキュリティおよびコンプライアンスを提供しており、米国における医療保険の相互運用性と説明責任に関する法令（HIPAA）などの業界固有の要件に対応できる。Googleは、Google Workspaceには、スパムブロッカー、ウイルスチェッカー、およびメッセージをユーザーがダウンロードできる前に文書を検証する機能が組み込まれていると述べている。
Googleは、Google ドライブにアップロードされるファイルはすべて暗号化されており、データセンター間で内部的に移動されると、ユーザーの送受信電子メールはすべて暗号化されていると確約している。Google Workspaceのブログには、顧客情報の保護、広告の非表示、広告のために顧客情報を解析しないことを保証する厳格な契約を提供すると述べられている。

## 採用企業
Googleによれば、無償版と有料版を合わせると500万社を超える企業がこのツールを使用している。Google Cloud社長のアミット・シンによると、2014年時点でフォーチュン500企業の60パーセントがG Suite（当時）サービスを利用している。顧客企業としては、Uber（ウーバー）、オールセインツ、バズフィード、Design Within Reach、ヴァージン、プライスウォーターハウスクーパースなど世界各国の企業が挙げられる。Google Workspaceを使用している顧客企業の多くは、Google Workspaceの顧客企業ページに掲載されている。

## Googleの販売パートナーおよび紹介プログラム
Googleには、Google Workspaceの設定および使用の開始を支援する販売パートナーのエコシステムがある。ユーザーは、パートナー検索ページからGoogleのパートナー企業を検索できる。2014年3月10日、Googleは、紹介した相手がサインアップすると紹介者に15ドルを支払う、紹介プログラムを開始した。このプログラムは、当初、米国およびカナダ在住のユーザーを対象としていた。紹介プログラムの注記には、紹介する相手の人数に制限はないが、1人の紹介者当たり先着100ユーザーに対し支払うと記載されている。
2014年12月4日、Googleは、G Suite for Business and Educationスイートの製品およびプラットフォーム全体を対象として、パートナーによる販売、サービス提供、革新を促進するためのGoogle for Work and Education Partner Programを発表した。

## Google Workspace Marketplace
2010年に提供が開始されたGoogle Workspace Marketplaceは、Google Workspaceの機能を拡張する企業向けクラウドアプリケーションのオンラインストアである。 Marketplaceでは、管理者が統合型の企業向けクラウドアプリケーションを閲覧、購入および展開できる。
また、開発者は、Marketplace上でアプリケーションを開発し、Marketplaceでアプリケーションやサービスを販売できる。2014年3月6日、Googleは、2010年にMarketplaceの提供を開始して以来、Google Workspace顧客がMarketplaceからインストールしたアプリケーション数が2億個を超えたと発表した。
2014年9月17日、Googleは、従業員は、管理者の介入なくMarketplaceからサードパーティのアプリケーションをインストールできるとブログに発表。

## オンラインでの評価
Google Appsは、5つ星中、平均で4 - 5つの星を獲得し、多くの賞賛を得ている。G Suite（当時）は、低価格であること、総合的なスイートであること、簡単な設定、デバイス間での相互操作性が高いことが評価されている。G Suite（当時）に批判的な意見としては、GoogleプレゼンテーションおよびGoogle ドキュメントに、PowerpointやMicrosoft Wordのように完成度の高い文書を作成する機能がないことが指摘されている。

## 競合分野
Google Workspaceの主な競合製品は、マイクロソフトが企業向けに提供し、類似した製品が含まれるクラウドベース製品、Microsoft 365である。どちらの製品が優れているかについては、意見が分かれている。G SuiteとMicrosoft 365の全体的な評価に大差はないが、機能の種類が大きく異なることが指摘されている。
主な違いは、価格プラン、ストレージ容量、機能数である。Google Workspaceに比較してMicrosoft 365の機能数は多いが、その多くが使用されていない。Googleは、売上額やユーザー数を公開しないため、Google WorkspaceとMicrosoft Officeの業績を比較することは困難である。2014年10月の時点で、Office 365製品の顧客は700万ユーザーで、前四半期に比較して25%増加している。また、マイクロソフトは、クラウド版のMicrosoft 365を購入した顧客には無制限のストレージを無償で提供することを発表している。
現在、電子メールのような単一製品で競争するにはコストがかかりすぎ、利益を上げられる可能性が低いため、Google Workspaceに対抗する新興企業はない。
Google Workspaceの新しいSKU、G Suite Business/ Enterpriseが発表されたことにより、Google Workspaceは、新たにBox、Dropbox、そしてOneDriveと競合することとなった。

## 関連製品
Google Workspaceは、Google Cloudの製品群に含まれる、他の多数の製品の一部である。これには、Google Workspace、Google Cloud Platform、Google Maps 、Chrome OSなどがある。